# Нджеру
Нгеру (англ. Njeru) — город на юго-востоке Уганды, на территории Центральной области. Входит в состав округа Буикве.

## Географическое положение
Город находится в юго-восточной части области, к западу от реки Белый Нил, на расстоянии приблизительно 55 километров к юго-западу от столицы страны Кампалы. Абсолютная высота — 1278 метров над уровнем моря.

## Население
По данным официальной переписи 2002 года, население составляло 32 476 человек.
Динамика численности населения города по годам:
| 1969  | 1982  | 1991   | 2002   | 2013   |
| ----- | ----- | ------ | ------ | ------ |
| 4 637 | 3 880 | 36 731 | 52 514 | 81 911 |

## Транспорт
Ближайший аэропорт расположен в городе Джинджа.